# Kristin Armstrong
Kristin Armstrong (ur. 11 sierpnia 1973 w Boise) – amerykańska kolarka szosowa, trzykrotna mistrzyni olimpijska oraz czterokrotna medalistka mistrzostw świata.

## Kariera
Zawodową kolarką Kristin Armstrong została w 2003 roku. Na rozgrywanych rok później igrzyskach olimpijskich w Atenach wystartowała w wyścigu ze startu wspólnego zajmując ósmą pozycję. Kolejne medale zdobyła w 2005 roku: złoty w jeździe na czas oraz srebrny w wyścigu na dochodzenie podczas mistrzostw panamerykańskich w Mar del Plata oraz brązowy w jeździe na czas na mistrzostwach świata w Madrycie, gdzie wyprzedziły ją tylko Karin Thürig ze Szwajcarii i Joane Somarriba z Hiszpanii. Na mistrzostwach świata w Salzburgu w 2006 roku była najlepsza w jeździe na czas, a rok później, podczas mistrzostw w Stuttgarcie, w tej samej konkurencji była druga za Niemką Hanką Kupfernagel. W swej koronnej konkurencji zwyciężyła również na olimpijskich olimpijskich w Pekinie w 2008 roku. Na tych samych igrzyskach zajęła ponadto 25. miejsce w wyścigu ze startu wspólnego. Mistrzostwa świata w Mendrisio w 2009 roku przyniosły jej kolejny medal - Amerykanka zwyciężyła w jeździe na czas. Była blisko medalu w wyścigu ze startu wspólnego, ale w walce o podium lepsza okazała się Włoszka Noemi Cantele. Ostatnie trofeum wywalczyła na igrzyskach olimpijskich w Rio de Janeiro w 2016 roku, po raz kolejny zwyciężając w jeździe na czas. Ponadto kilkakrotnie zdobywała medale szosowych mistrzostw kraju, w tym pięć złotych.

## Rankingi
| Rok            | 2009 | 2010 | 2011 | 2012 | 2013 | 2014 | 2015 | 2016 |
| -------------- | ---- | ---- | ---- | ---- | ---- | ---- | ---- | ---- |
| Ranking UCI    | 4.   | -    | 69.  | 31.  | -    | -    | 74.  | 37.  |
| Puchar Świata  | 6.   | -    | -    | -    | -    | -    | -    |      |
| UCI World Tour |      |      |      |      |      |      |      | 41.  |
|                |      |      |      |      |      |      |      |      |
| Źródło: UCI    |      |      |      |      |      |      |      |      |